# EDI Technologies
EDI Technologies ou simplement EDI-T est le premier investisseur de l'industrie des DEL Skakelight. Débutée en 1990, elle reste la plus avancée dans la production des lampes torches disponibles. Ces lampes torches fonctionne grâce au principe de Faraday. 
La société est basée à Xiamen en Chine. Elle délègue le design de ses produits à Singapour.
EDI-T donne une place majeure à la recherche et développement (R&D) ce qui lui permet de réduire les coûts de ses produits, et d'obtenir de meilleures performances. Elle se donne pour principe de croire en l'alliance de la technologie et de la nature.
Xiamen EDI Technologies est certifiée ISO 9001:2000.